# Ziger

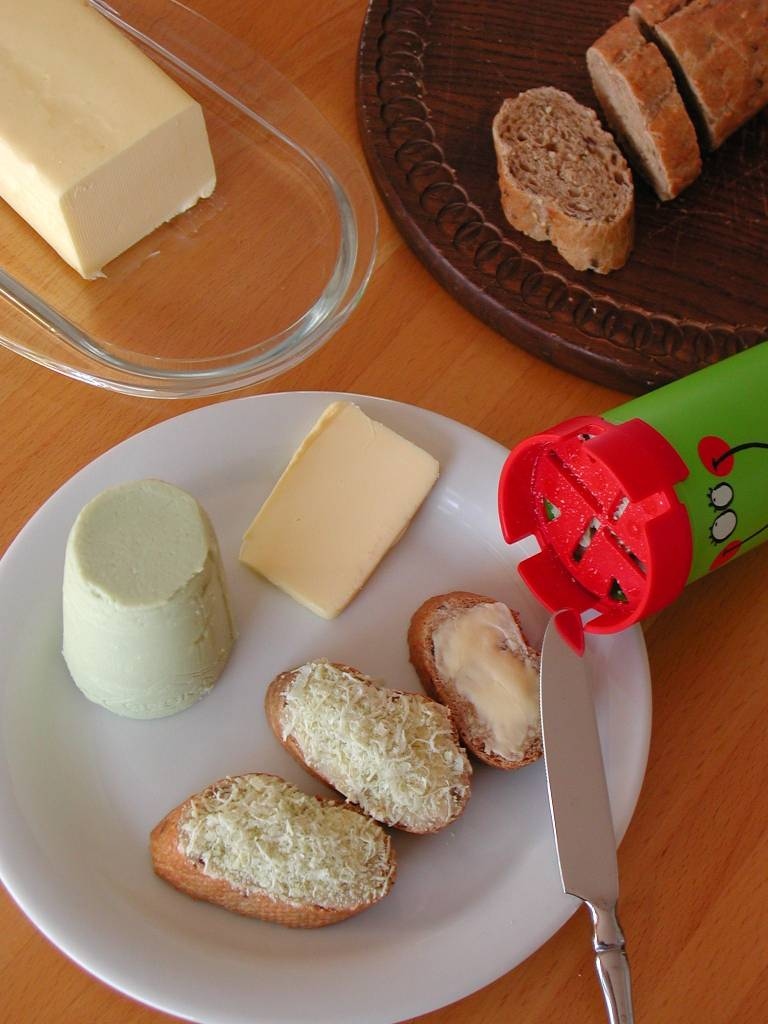
Zigerbrüt (Queso Ziger) con Zigerstöckli (Palito de Ziger) y Zigermühle (Molino de Ziger).

Ziger (también denominado Schotterkäse, Kräuterkäse, grüner Käse o Sapsago) se trata de una especialidad de queso procedente de Suiza -En concreto del Cantón de Glaris. Es muy similar al Ricotta italiano y se puede catalogar como un producto lácteo elaborado con suero de leche, que contiene bien leche de vaca o bien buttermilch. El contenido de proteína se provoca mediante un precipitado-ácido a 90 °C de los contenidos de la leche. 

## Contenido
El Ziger debe contener:
- Masa seca (por lo menos 200g por kg de queso),
- Más de 150 g grasa por kg de masa seca
- 510 g de proteínas del suero de la leche por kg en general.

## Usos
El Ziger no se come en porciones, tal y como la mayoría de los quesos, y se sirve como acopañamiento de otros platos. 